# メーデー
メーデー（英: May Day）は、5月1日に世界各地で行われる労働者の祭典。労働者が権利を要求するために行進や集会などを行い、団結の威力を示す。本来は、ヨーロッパの伝統的な祝祭である五月祭を意味する。
国際労働者の日（こくさいろうどうしゃのひ、英: International Workers' Day）とも呼ばれる。

## 概説
「メーデー」とは本来五月祭を意味し、この日に春の訪れを祝う祭がヨーロッパの各地で催されてきた。この祭では労働者と使用者（労使）双方が休戦し、共に祝うのが慣習であったが、これが近代に入り現在の「メーデー」へと転化し、今日の「労働者の日」メーデーが誕生した。
労働者の日としてのメーデーは、1886年5月1日に合衆国カナダ職能労働組合連盟（後のアメリカ労働総同盟、AFL）が、シカゴを中心に8時間労働制要求（8-hour day movement）の統一ストライキを行ったのが起源。
1888年にAFLは引き続き8時間労働制要求のため、1890年5月1日にゼネラル・ストライキを行うことを決定したが、1886年の統一スト後にヘイマーケットの虐殺（Haymarket massacre） といわれる弾圧を受けていたため、AFL会長ゴンパースは1889年の第二インターナショナル創立大会 でAFLのゼネスト実施に合わせて労働者の国際的連帯としてデモを行うことを要請、これが決議され、1890年の当日、ヨーロッパ各国やアメリカなどで第1回国際メーデーが実行された。
なお、メーデー起源の国であるアメリカ合衆国をはじめ、メーデーとは異なる時期に「レーバーデー（労働者の日）」を定めている国々もある（「祝日」の節を参照）。

## 日本におけるメーデー

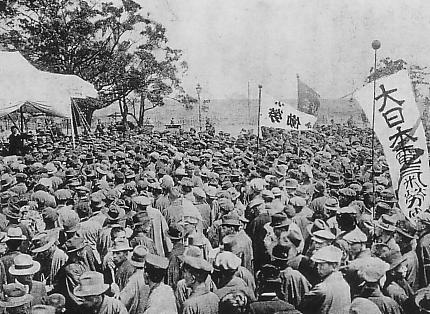
日本における第1回メーデー

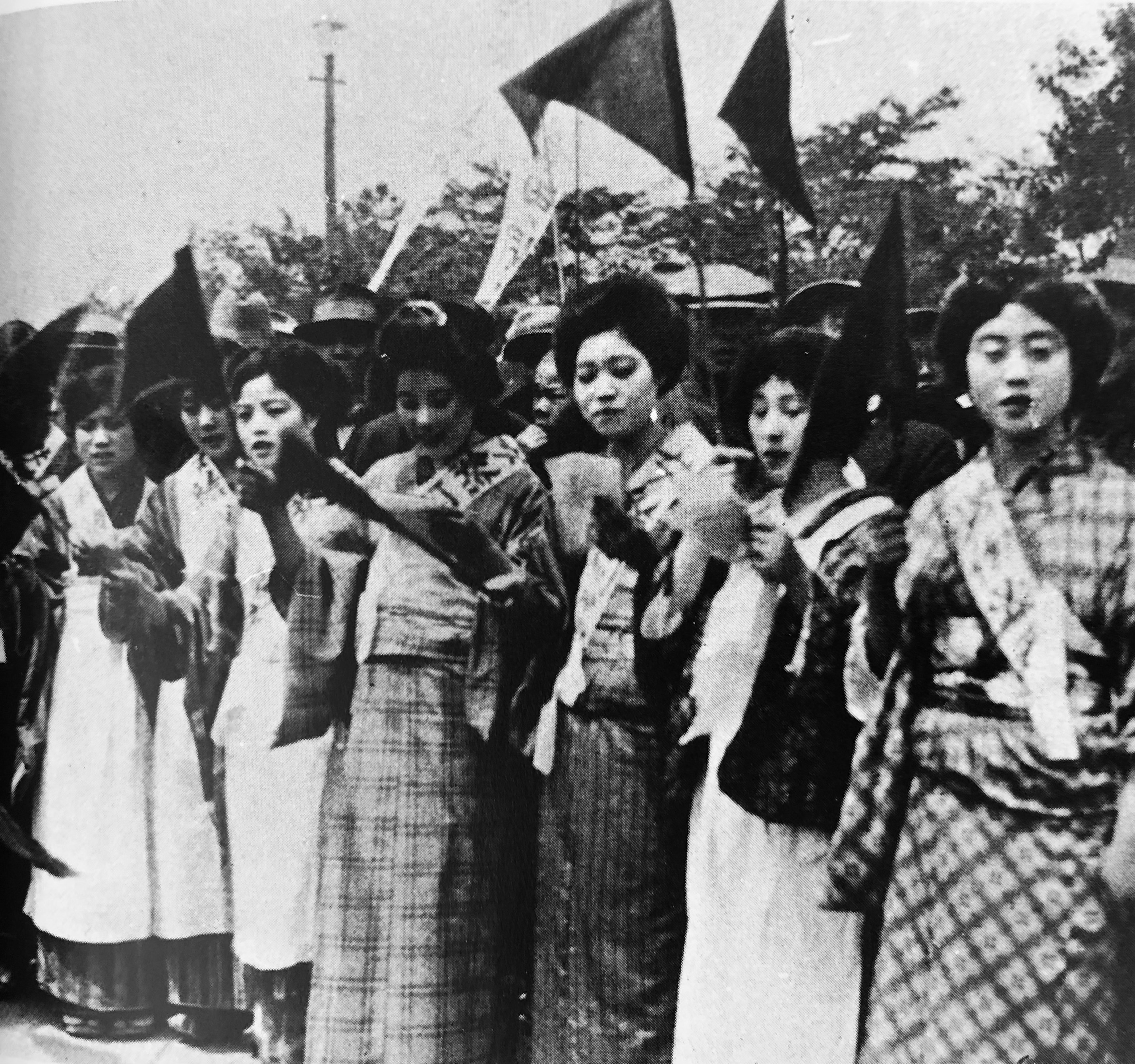
1926年に大阪市の中之島公園で行われた第7回メーデー

日本では、1905年（明治38年）平民社の主催で開かれた茶話会がメーデーの先駆けと言われている。引き続き1906年に横浜曙会の吉田只次・村木源次郎・金子新太郎らがメーデーを記念し街頭演説、ロシア二月革命後の1917年5月7日に在京社会主義者約30人がメーデー記念の集いを開催した。労働団体が挙行にいたるのは戦後恐慌時の1920年5月2日日曜日 に第1回のメーデー（主催：大日本労働総同盟友愛会　司会者：鈴木文治）が上野公園（現在の東京都台東区）で行われ、およそ1万人の労働者が「八時間労働制の実施」「失業の防止」「最低賃金法の制定」などを訴えた。翌年からは5月1日となり、開催地や参加人数も増えていった。
第二次世界大戦前、最後の全国大会となった1935年（昭和10年）5月1日の第16回大会では、右翼系の組合会議派（総同盟、港湾従業員組合、海員組合、東電従業員組合、官業労働など）約3500人、左翼系の組合（東交、市従、全評、全日映、全国自連、江東一般、純労、東京自動車、朝鮮東興など）約2700人が、それぞれ集会とデモ行進を行った。メーデーの警備や取締は警視庁労働課や警務課などが行い、検束者収容用のトラックが用意されていたが平穏の裡に終わった。
しかし、1936年、二・二六事件発生により戒厳令が敷かれた後、同年3月19日付けで治安維持を目的とする内務省警保局通牒「集会及多種運動の取締方に関する件」（「多衆運動ハ従来慣行ニ依リ許容ジラレツツアルモノト雖モ右期間中ハ凡テ之ヲキンシスルコト、従テ愛国労働祭又ハメーデー等の計画アル向ニ対シテハ予メ之ヲ中止スル様諭旨スルコト」）が発せられ、3月24日にメーデー開催が禁止された。
内務省は、労働団体が労働祭の開催を要望するのであれば、後日、適当な機会に許可するとの意向を示したが、大半の労働団体は5月1日に開催できないのであれば意味はないとして第17回メーデーは中止された。
これに反対する無産政党や日本労働組合全国評議会（全評）の組合らは3月26日にメーデー禁止措置反対行動を起こし、内務省や警視庁へ抗議、4月27日に全評の山花秀雄が組合幹部個人の名義でメーデー実施を指令し、当日は小規模ながらも全国で様々な形の集会やデモが開催された。指令を発した山花はメーデー終了まで愛宕署に検束拘置された。この年から1945年まで日中戦争激化などの理由で開催されることはなかった。

### 第二次世界大戦後

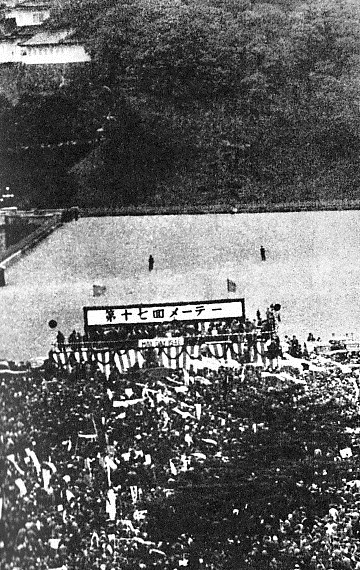
再開された第17回メーデー

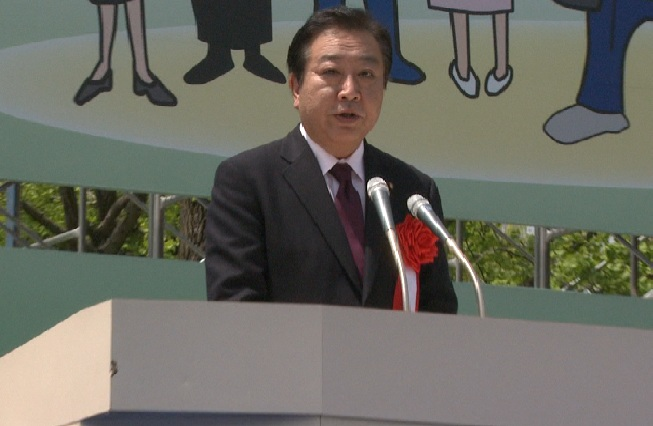
連合主催の第83回メーデー中央大会（演説しているのは内閣総理大臣野田佳彦）

第二次世界大戦敗戦翌年の1946年、「働けるだけ喰わせろ」をスローガンに掲げ、11年ぶりのメーデーが通算で17回大会として盛大に開かれた（別名「食糧メーデー」または「飯米獲得人民大会」）。
全国で100万人、東京の宮城前広場に50万人が集まった。5月12日には「米よこせ」を叫ぶ市民が宮城内に入り、同19日には「食糧メーデー」が25万人を集めて行われ、民主人民政府の樹立が決議された。
1951年の第22回大会では、サンフランシスコ講和条約締結を控えて反対運動の盛り上がりを恐れた政府とGHQは中央メーデーの皇居前広場の使用を禁止したため、総評は中央メーデーを中止し、一方で統一メーデー促進会が「全面講和をかちとれ」「再軍備に反対せよ」のスローガンを掲げて芝公園で実質的な中央メーデーを開催し、戦後初の分散メーデーとなった。
日本の主権回復後に行われた1952年の第23回大会では、片面講和と日本国とアメリカ合衆国との間の安全保障条約 への抗議も主張に含まれた。その際に皇居前広場へ向かおうとしたデモ隊の一部が警官隊と衝突し、流血の惨事となった（血のメーデー事件）。
米軍政下で琉球政府時代の沖縄でもメーデーは開催されていた。1951年に恩納村万座毛に300人が集まったのが沖縄で初のメーデーであった。1952年には「即時本土復帰」「サンフランシスコ講和条約第3条 撤廃」などを掲げた本格的なメーデーとなり、これをもって第1回沖縄メーデーという。1954年の場合、労働運動から反米運動への展開を恐れた米民政府はカール・マルクスの実際の誕生日は5月5日であるにもかかわらず、「5月1日はマルクスの誕生日であるため、非共産主義者はメーデーに参加しないように」という声明を出し、開催阻止に向けて圧力をかけた。
高度成長期には総評、同盟などの共催で統一メーデーが続けられ、1984年の第54回大会では特別決議としてメーデーの祝日化要求が採択された。
「時短元年」と位置づけられた1985年の55回大会ではサブスローガンで「週40時間制」、前年の祝日化要求決議を引き継ぐ「太陽と緑の週」の法制化など、労働時間短縮（時短）の実現が掲げられた。そして新たに「スポーツ祭典」が併催されて「お祭りメーデー」と呼ばれる家族ぐるみの行事に発展したが、他方で労働運動としての意義の喪失に繋がると社会党や共産党、日本高等学校教職員組合（日高教）などいくつかの労組から反対や再検討を求める批判がなされた。
その後、労働組合の全国中央組織の再編による組織対立の激化で、1989年以降は統一メーデーの開催ができなくなり、日本労働組合総連合会（連合）と非連合系の全国労働組合総連合（全労連）や全国労働組合連絡協議会（全労協）による分裂開催となった。また、前後がゴールデンウィークで長期休暇を取る例が増え、さらには若い世代の労働運動離れもあり、労働組合活動が低調になってきて参加者数が減少したことを理由に、連合は2001年以降4月の最終土曜日もしくは昭和の日（水・木・金曜日に当たる場合）といった「4月（April）にメーデー（May Day）」を行うようになり、一方で全労連や全労協のメーデーは5月1日開催を続けており、その分裂と対立の構図は解消されていない。2019年5月1日は新天皇の即位日となったが、全労連系の実行委員会は例年通り次回も5月1日に行う方針で準備を進めるとした。
なお、東京だけでなく、日本各地の地区労組もそれぞれの地域でメーデーイベントを行なっている。また、独立系労組が独自のメーデーイベントを行う例もある。
2018年、連合は4月28日土曜日、東京の代々木公園で中央大会を開き、約4万人（主催者発表）が参加し、「働く者のための働き方改革」をスローガンに開かれた。一方、平日の5月1日に同じ会場で開かれた全労連系中央大会は「8時間働けば暮らせる社会を」「9条改憲反対」などのスローガンが掲げられ約3万人（同）が参加、日比谷野外音楽堂で開かれた全労協系中央大会は「働く者の団結で生活と権利、平和と民主主義を守ろう」を掲げて約7千人（同）が参加し、2016年以来互いに来賓として連帯のあいさつをしている。
連合、全労連、全労協のメーデーは、いずれも1920年からの通算回数をカウントしており、2019年で90回目を迎えたとしている。

## 祝日

国別の国際労働者の日、メーデーまたは労働者の日:
赤:5月1日が労働者の日にあたるか、あたる可能性がある
黄:5月1日か5月第1月曜日に他の祝日がある
青緑:5月1日に祝日はないが別の日に労働者の日がある
灰:5月1日に祝日はなく労働者の日もない

メーデーは国際連合などの国際機関によって定められた国際デー (International Workers' Day) となっており、世界の少なくとも80以上の国でメーデーを祝日としている。中国、ベトナム、北朝鮮などの社会主義諸国、旧ソ連・東欧圏、ヨーロッパ大陸のほとんどの国、メキシコ以南のラテンアメリカ諸国の大陸部のうちパナマとスリナムを除く全ての国、ASEAN加盟国のうちインドネシアとブルネイを除く全ての国、台湾、イスラム諸国ではパキスタンやバングラデシュやチュニジア、祝日が少ないアフリカ諸国でも多くの国が祝日としている。
祝日としていない主な国は、OECD加盟国では、日本をはじめとしてイギリス、オランダ、スイス、デンマークである。その他の国ではインドやモンゴル、ASEAN加盟国ではブルネイがある。
なお、5月1日ないし5月初旬のメーデーとは異なる時期に祝日として「レーバーデー（労働者の日）」を設定している国々もあり、アメリカ合衆国やカナダでは9月最初の月曜日、ニュージーランドでは10月の第4月曜日と定められている。オーストラリアでは州・地域ごとに3月や10月などの様々な日程で「Labour Day」が設けられている。
日本では11月23日が勤労感謝の日となっている。

### 日本における5月1日の祝日化の動き
1984年の54回大会で特別決議として採択された例 にみるように労働界からも5月1日の国民の祝日化の強い要望が存在する。また、別の観点での推進理由もあった。日本では昭和時代の天皇誕生日であった4月29日からこどもの日の5月5日までの7日間が休日の集中するゴールデンウィーク となっており、1973年から始まった祝日が日曜日の場合はその翌日を休日とする振替休日と1980年代から始まった週休二日制を合わせると、その期間は年によっては10日となるが、4月30日から5月2日までは必ず平日が入る飛石連休で連続性を欠き、5月1日を祝日とすれば当時の日本の祝日法上では前後の4月30日と5月2日が国民の休日（国民の祝日で挟まれた日に該当）となって最短7日間連続させて、家族連れでの海外旅行などによる消費拡大の経済効果を求めようというものであった。
しかし、昭和天皇が1989年（昭和64年）に崩御し明仁親王が新天皇として即位したことに伴い、天皇誕生日が4月29日から12月23日に移動して4月29日をみどりの日とした後に、2007年（平成19年）からみどりの日を4月29日から5月4日へ移動し4月29日を昭和の日とすることでゴールデンウィーク後半の休日の連続性が高められたこともあり、勤労感謝の日と趣旨が似ている祝日を制定する意義があるのかという意見があり、金融関係者からは7連休によって金融市場が長期間開かれないことを問題視する意見もあるため、日本におけるメーデーの祝日化の動きは頓挫している。
ただし2019年は、5月1日が「天皇即位の日」（天皇が交代し元号が平成から令和に変わる日）として1年限りの祝日となったため、4月27日から5月6日まで「国民の休日」や「振替休日」を組み合わせて10連休となった。電車・バス等の公共交通機関も、多くの事業者が10日連続で休日ダイヤで運行した。
企業によっては、労使協定よりメーデーを会社の制定する休日としているところもある。ただし、多くの場合は他の祝日や土日を出勤日とする振り替えによるものである。また、年間休日数の調整をゴールデンウィークに充てる企業では、メーデーや周辺日を休日として長期間の連休にする場合がある。